# Uwe Ampler

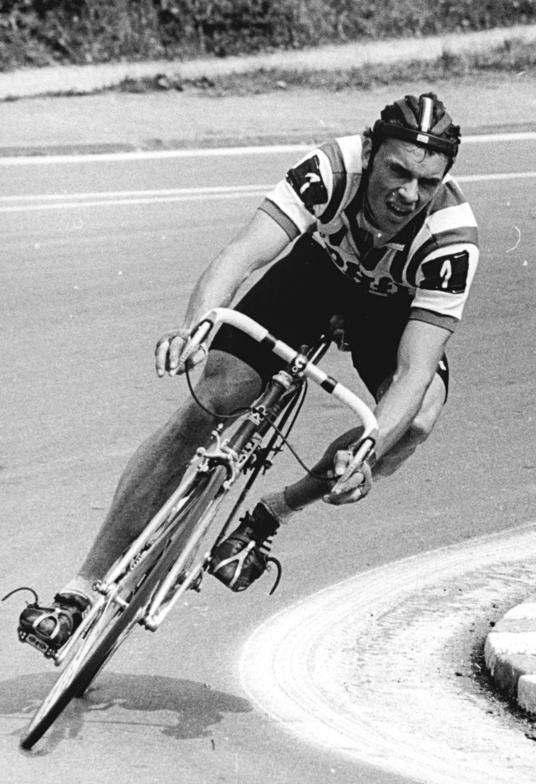
Uwe Ampler (1984).

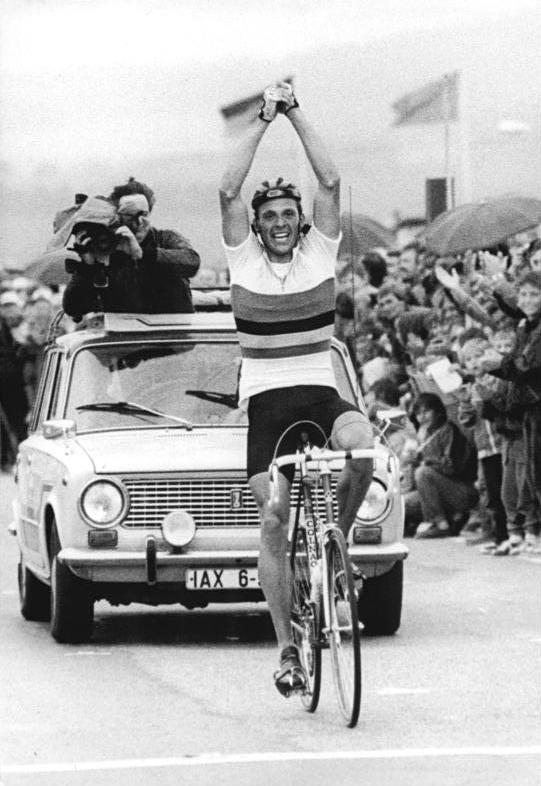
Uwe Ampler.

Uwe Ampler (nacido el 11 de agosto de 1964 en Zerbst, Sajonia-Anhalt) fue un ciclista alemán profesional entre los años 1990 y 1999, durante los cuales logró 10 victorias. Es hijo del también ciclista Klaus Ampler.
Fue campeón del mundo junior en 75 km contrarreloj por equipos en los años 1981 y 1982 y campeón del mundo amateur en ruta en 1986. También como amateur, fue campeón de su país en distintas categorías, tanto de ruta como de pista. Obtuvo la medalla de oro en la prueba de ruta 100 km contrarreloj por equipos en los Juegos Olímpicos de 1988.
Como profesional tan sólo consiguió algún triunfo de etapa en vueltas menores. En 1990, quedó 9.º en la Vuelta ciclista a España.
En 1993 fue despedido por el equipo Telekom al no satisfacer su rendimiento, pasando a equipos de segunda categoría.
Tras un parón de tres años, regresó al ciclismo profesional en 1997 en equipos de baja categoría. En 1999, dio positivo en un control antidopaje por esteroides, hecho que él mismo reconoció y lamentó.
En otoño de 2003 sufrió un grave accidente mientras entrenaba, al ser golpeado por un coche y no llevar el casco puesto.

## Palmarés destacado
1983
- Vuelta a Túnez, más 3 etapas

1985
- Tour de Valonia

1986
- Sachsen-Tour más 1 etapa
- 1 etapa de la Carrera de la Paz
- Tour de RDA, más 3 etapas
- 3.º en el Campeonato del mundo en contrarreloj por equipos

1987
- Carrera de la Paz más 3 etapas
- Tour de RDA, más 2 etapas
- Tour de la Hainleite

1988
- Medalla de oro en los Juegos Olímpicos de Seúl en 100 km contrarreloj por equipos
- Carrera de la Paz más 1 etapa

1989
- Sachsen-Tour más 2 etapas
- Carrera de la Paz más 2 etapas
- Tour de RDA, más 2 etapas

1990
- 1 etapa de la Semana Catalana
- 1 etapa de la Vuelta a Suiza

1991
- 1 etapa de la París-Niza

1992
- GP Kanton Aargau

1998
- Carrera de la Paz

1999
- 1 etapa del Sachsen-Tour

## Equipos
- PDM (1990)
- Histor Sigma (1991)
- Telekom (1992-1993)
- Mroz (1997-1998)
- Agro-Adler-Brandenburg (1999)